# Buchanania obovata
Buchanania obovata ist eine Pflanzenart aus der Gattung Buchanania innerhalb der Familie der Sumachgewächse (Anacardiaceae).

## Beschreibung

### Vegetative Merkmale
Buchanania obovata wächst als kleiner bis mittelgroßer, laubabwerfender Baum oder Strauch und erreicht Wuchshöhen bis zu 15 Meter. Die Rinde der Zweige ist meist rau und flaumig oder filzig behaart.

Die wechselständigen, einfachen, dickledrigen Laubblätter sind kurz gestielt. Sie sind bei einer Länge von 5 bis 25 Zentimetern sowie einer Breite von 1,5 bis 10 Zentimetern verkehrt-eiförmig und oft am oberen Ende leicht eingebuchtet oder abgerundet bis stumpf. Die Nervatur ist gefiedert mit meist 13 bis 21 Paaren von Seitenadern. 

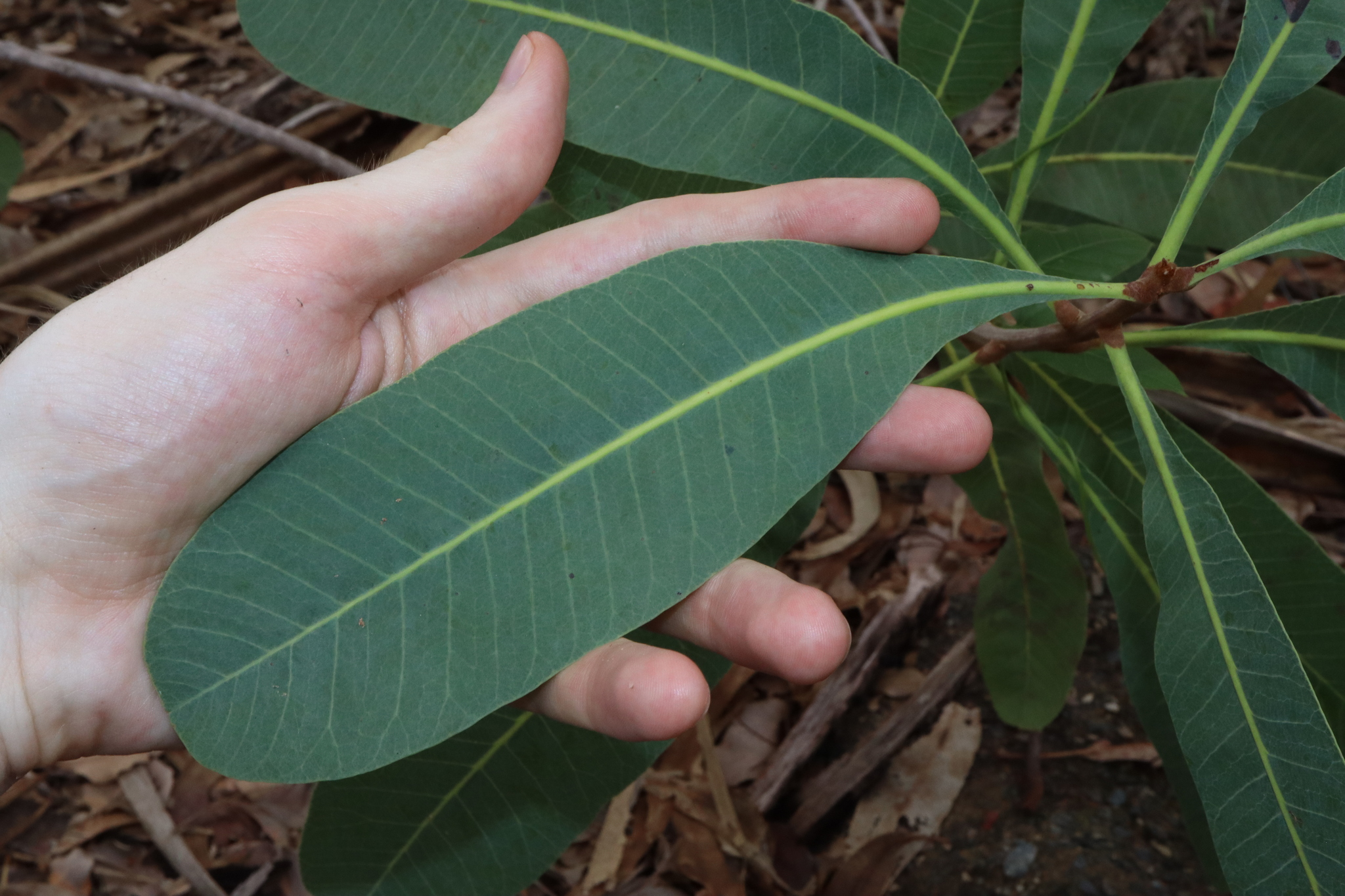
Ansicht Laubblatt von Buchanania obovata

### Generative Merkmale
Die mehr oder weniger behaarten, kürzeren rispigen Blütenstände mit kurzen Seitenachsen sind achselständig. Die sehr kleinen und kurz gestielten Blüten haben einen Durchmesser von 0,7 bis 0,9 Zentimetern. Sie sind von einem Tragblatt und zwei Deckblättern begleitet. Die zwittrigen Blüten sind radiärsymmetrisch und fünfzählig mit einer doppelten Blütenhülle. Die fünf behaarten, sehr kleinen Kelchblätter sind nur maximal 1 Millimeter lang. Die fünf cremefarbenen, ausladenden bis zurückgelegten Kronblätter sind 3 bis 3,8 Millimeter lang. Es sind zwei Kreise mit je fünf kurzen Staubblättern mit pfeilförmigen Antheren vorhanden, die 1,3 bis 1,8 Millimeter lang sind. Die Blüten enthalten gewöhnlich fünf oberständige, fast freie Fruchtblätter. 4 sind reduziert, mit einer Narbe und steril, sie fungieren als grundständige Griffel des einzigen fruchtbaren, behaarten, mit reduziertem Griffel, ohne Narbe. Es ist ein fleischiger und gekerbter Diskus vorhanden.
Die glatte, fleischige und rundliche bis eiförmige, grüne, dünnfleischige Steinfrucht ist 1 bis 1,7 Zentimetern groß und besitzt eine dünne, ledrige Schale. Der abgeflachte, rundliche Steinkern ist sehr hart.

## Vorkommen
Buchanania obovata gedeiht im Unterholz in den Waldgebieten des zentralen, nördlichen Australiens.

## Taxonomie
Die Erstbeschreibung von Buchanania obovata erfolgte 1883 durch Adolf Engler in Alphonse Pyrame de Candolle und Anne Casimir Pyramus de Candolle: Anacardiaceae. Monographiae Phanerogamarum, Band 4, Seite 187. Das Typusmaterial wurde von C. Hull an den Escape Cliffs im Northern Territory gesammelt. Synonyme für Buchanania obovata Engl. sind: Buchanania muelleri var. pilosa Engl., Buchanania oblongifolia W.Fitzg., Buchanania angustifolia Roxb., Buchanania latifolia Roxb., Buchanania lucida Blume, Buchanania florida Schauer.

## Nutzung
Die Frucht wird von den Aborigines verzehrt, daher kommen die englischsprachigen Trivialnamen. Buchanania obovata findet auch Verwendung in der traditionellen Medizin.

## Trivialnamen
Englischsprachige Trivialnamen sind: Green plum und Wild mango. Bei den Aborigines (Bardi) wird diese Art Gorrol genannt.